# Jan Piecko
Jan Piecko (* 3. Februar 1955 in Kattowitz) ist ein ehemaliger deutsch-polnischer Eishockeyspieler. Er war ein linker Flügelspieler.

## Karriere
Seine Karriere begann ursprünglich bei seinem Heimatverein Baildon Kattowitz. Mit ihnen schaffte er es in den Jahren 1974, 1975 und 1976 drei Mal polnischer Vizemeister zu werden, bevor er 1981 zu Polonia Bytom wechselte. Dort verbrachte er seine erfolgreichste Zeit mit zwei weiteren Vizemeisterschaften (1983, 1985), einer polnischen Meisterschaft (1984), und dem Titel des besten Torjägers (1984).
Nach 13 Spielzeiten in der ersten polnischen Liga, in der er es auf insgesamt 460 Spiele und 367 Tore (Platz 6. in der ewigen polnischen Torjägerliste) brachte, verließ er Polen, um bis zu seinem Karriereende für den EV Ravensburg zu spielen. Dort wurde der elegante Schlittschuhläufer und großartige Techniker zu einer Legende. Ausschlaggebend dafür waren aber nicht nur seine über 700 Tore in zwölf Jahren, sondern auch sein Engagement für den Verein und das aufopferungsvolle Spiel für die Mannschaft.
2001 wurde Jan Piecko von den Lesern der Schwäbischen Zeitung zum Sportler des Jahrhunderts in Ravensburg gewählt. Seine Nummer #22 wird beim EV Ravensburg seit seinem Karriereende nicht mehr vergeben.

## Internationale Karriere
In seiner langen Karriere brachte es der Flügelstürmer von 1973 bis 1985 auf insgesamt 100 Länderspiele und 45 Tore. Er nahm an sechs Weltmeisterschaften und an den Olympischen Spielen 1984 in Sarajevo teil.

### Weltmeisterschaften
- 1974 Helsinki – A-WM – 5. Platz
- 1975 München/Düsseldorf – A-WM – 5. Platz
- 1978 Belgrad – B-WM – 1. Platz(Aufstieg)
- 1979 Moskau – A-WM – 8. Platz
- 1983 Tokio – B-WM – 2. Platz
- 1985 Freiburg(SWI) – B-WM – 1. Platz (Aufstieg)

### Olympische Spiele
- 1984 Sarajevo – 8. Platz